# Marmota nevadensis
Marmota nevadensis — викопний вид бабаків. Його типове місце розташування — Таузанд-Крік, який знаходиться в земному горизонті гемпфілійського періоду в Неваді. Віковий діапазон: від 10.3 до 4.9 млн років. Середні розміри (в мм): m1 6.45 × 7.15. Типовий зразок: UCMP V-12506, нижня щелепа (передня частина лівої нижньощелепної гілки зі зламаним нижнім різцем; p4 і m1 неушкоджені). Є друга знахідка виду з гемпфілійського періоду Небраски.